# Breed fakkelgras
Breed fakkelgras (Koeleria pyramidata) is een plantensoort uit de grassenfamilie (Poaceae).

## Determinatie
Breed fakkelgras is een vaste, kruidachtige plant. Ze wordt 60–120 cm hoog en vormt dichte, harde zoden met weinig opstaande, harde stengels. De 40–90 cm lange stengel is bij de bovenste bladschede tot 1,2 mm dik en heeft 2–3 kort behaarde knopen. De 5–20 cm lange en tot 5 mm brede bladeren hebben langs de rand en vaak ook op de bovenkant lange haren. Het tongetje is 0,5–1 mm lang. De 8–16 cm lange pluim is smal en piramidevormig. Elk aartje heeft drie bloemen en is 6–8 mm lang. De kelkkafjes en kroonkafjes zijn toegespitst en borstelig behaard.
Breed fakkelgras bloeit van juni tot juli met een 8 tot 16 cm lange pluim. De witgroene of lichtbruine, glanzende aartjes zijn 5–7 mm lang en bestaan meestal uit drie bloemen. De kelkkafjes zijn tweenervig. Het bovenste kelkkafje is 6 mm en het onderste 4,8 mm lang. De kroonkafjes zijn drienervig. Het bovenste kroonkafje (palea) is 5,2 mm lang. De 2–2,5 mm lange helmknoppen zijn vuilviolet. De kafjes zijn borstelig behaard. De vrucht is een graanvrucht. Het aantal chromosomen is 2n = 14, 56, 70 of 84.

## Ecologie
Breed fakkelgras staat op zonnige tot iets beschaduwde, warme, matig droge tot matig vochtige, matig voedsel- en stikstofarme, weinig of niet bemeste, zwak basische tot kalkhoudende grond. Ze groeit in borstelgrasland, op heiden, in weilanden en kalkgraslanden, in bermen en zomen van bossen en struwelen. De soort heeft een zeer verbrokkeld areaal in Oost- en Midden-Europa en reikt in het noordwesten nog net tot in Zuid-Limburg. In Nederland is de verspreiding van breed fakkelgras beperkt tot de droge kalkgraslanden op mergelgrond in het zuiden van het land en staat vooral daar waar gevinde kortsteel niet overheerst. Aanvankelijk werd de soort vooral in het oostelijke deel van Zuid-Limburg gevonden maar is later ook in het westelijke deel opgedoken. De soort is achteruitgegaan door het afnemen van zowel de kwaliteit als kwantiteit van deze kalkgraslanden.

### Syntaxonomie
In de syntaxonomie staat breed fakkelgras te boek als kensoort voor de klasse van kalkgraslanden (Festuco-Brometea).

## Verspreiding
Het natuurlijke verspreidingsgebied van breed fakkelgras strekt zicht uit over Noord- en Oost-Europa. De plant komt in Nederland voor in Zuid-Limburg. De soort staat op de Nederlandse Rode Lijst als zeer zeldzaam en matig in aantal afgenomen.

## Fotogalerij

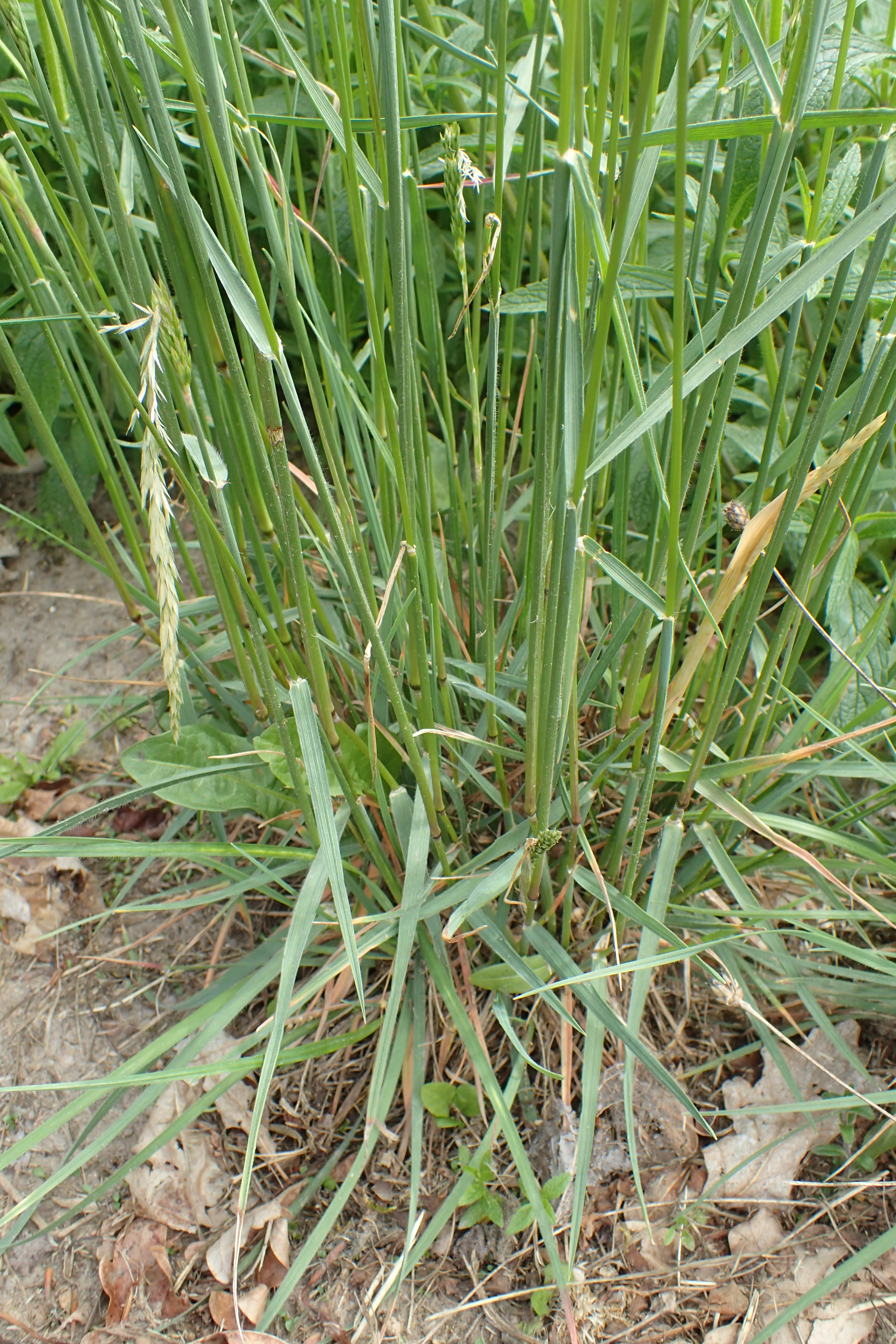
Plant
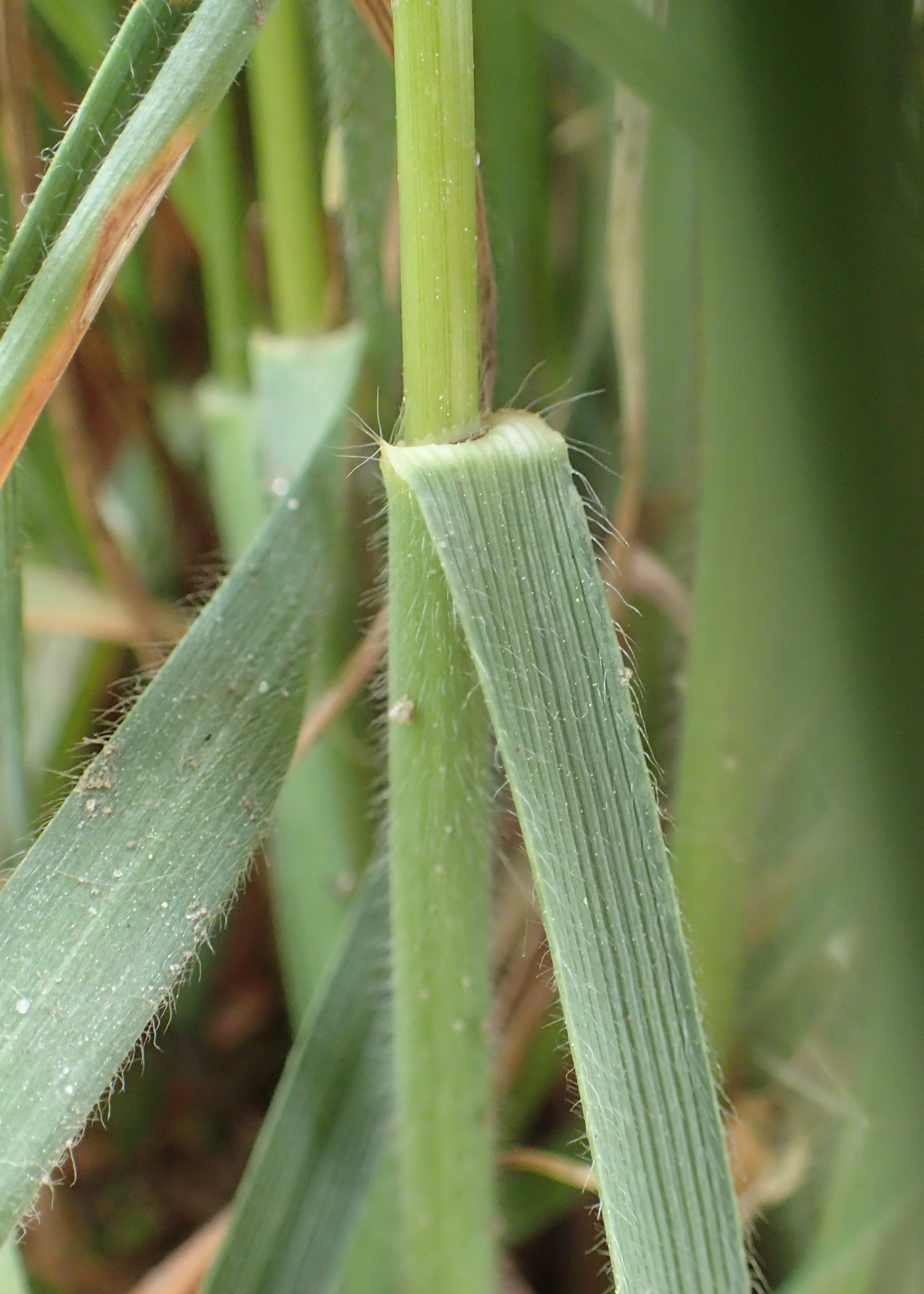
Blad
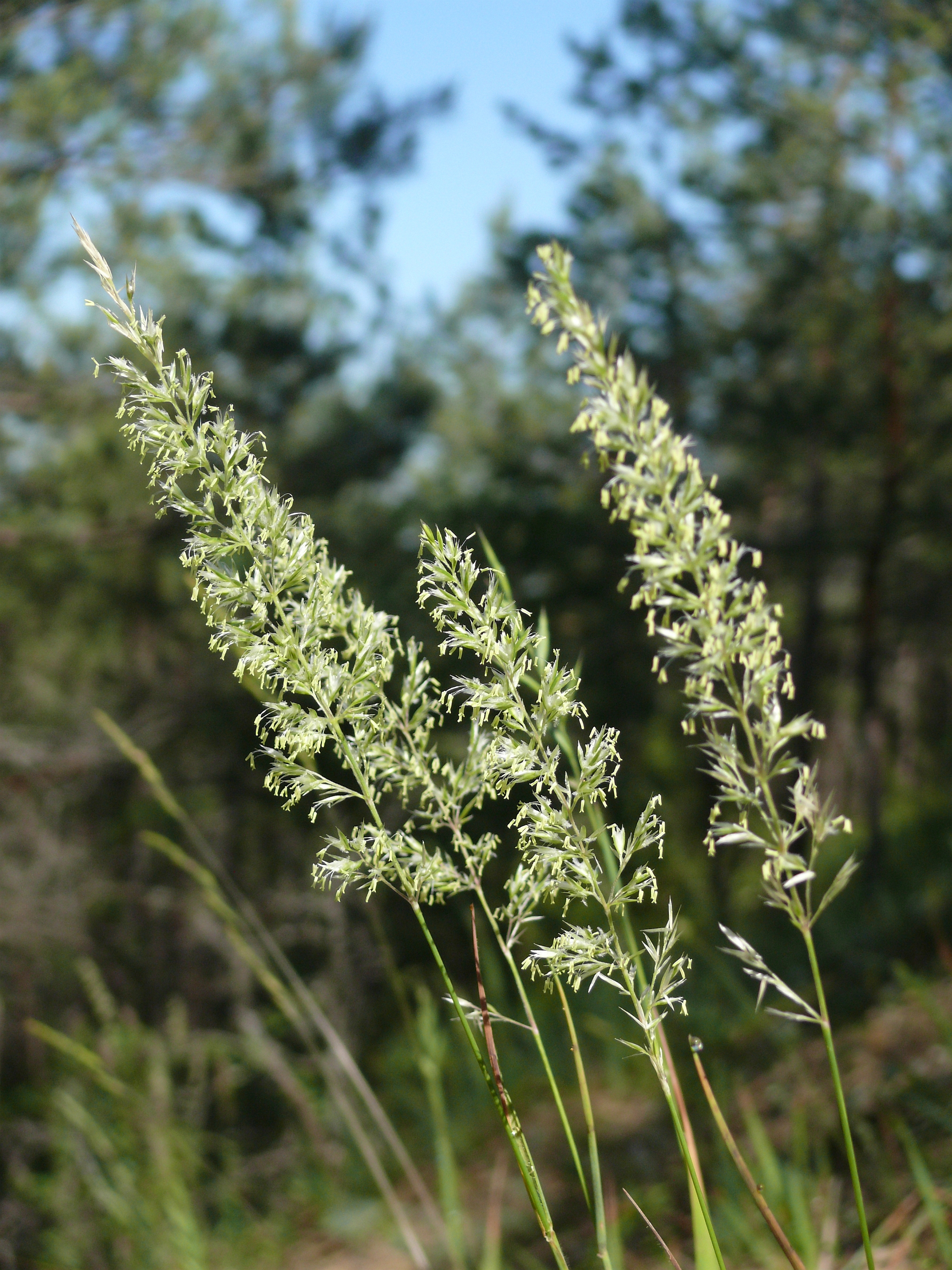
Bloeiwijze
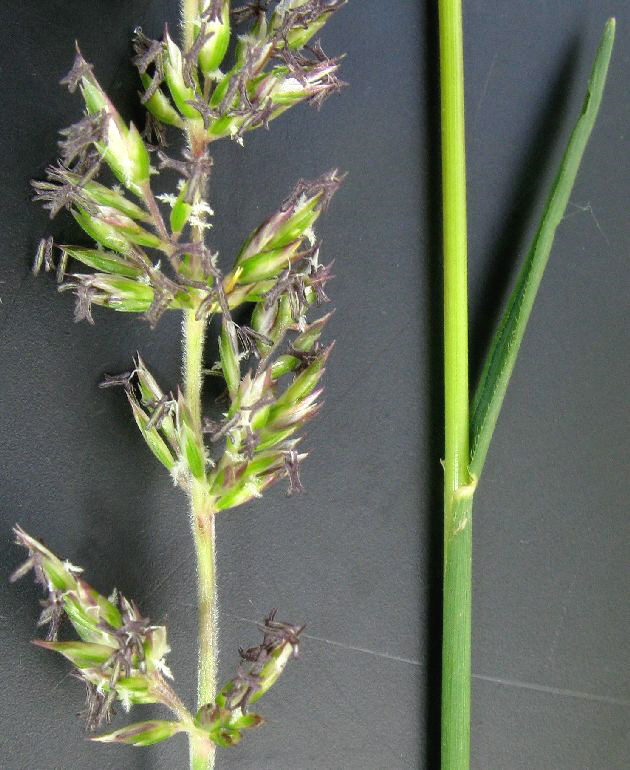
Bloeiende aartjes
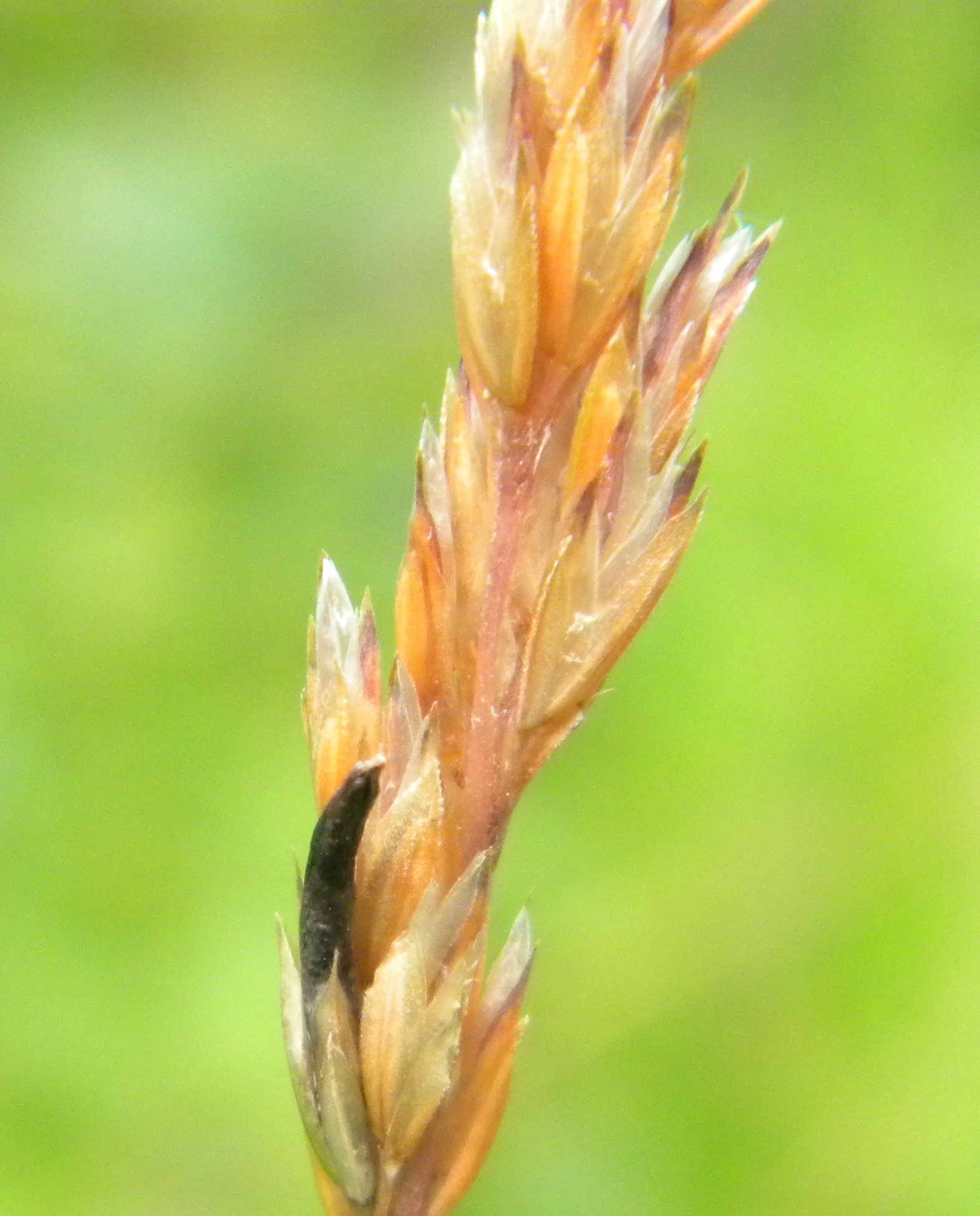
Aartjes met moederkoorn